# Manskee
Manuel Francis Nascimento (16 de enero de 1978), más conocido en los círculos de la música como Manskee, es un cantante, músico filipino. Su estilo musical que interpreta es de género ecléctico, pero ha sido descrito como "música surfista filipino,". Además ha distinguido de ser uno de los pocos artistas en la escena musical filipina que ha sido derivado originalmente de la comunidad de surf, y cuya música se caracteriza por un ambiente de surfista.

## Vida Persona
Fue criado en el pueblo de Agoo, La Unión, donde tomó sus primeros estudios, incluyendo la Escuela Secundaria en el Colegio Don Mariano Marcos Memorial State University. Luego obtuvo su título universitario en Saint Louis University en la ciudad de Baguio. Tras una breve estancia en los Estados Unidos, entre California y la provincia de La Unión en Filipinas, donde finalmente se casó con Joy Gaerlan, una amiga que conoció en la Escuela Secundaria. También cursó sus estudios en artes culinarias en Manila.

## Discografía

### El amor, la muerte, y todo en medio
Temas en el álbum, incluyen: 
1. Heartbreaker
2. Limbo (un amor perdido)
3. Que 's con el mundo?
4. A asunto de Larga Distancia
5. El Promesa
6. Intertwined (Instrumental)
7. At Falla
8. Chasing Fuego
9. This Alto
10. Deseo Nocturnal
11. El Uno Stereos 12.Of y Videos musicales
12. El Promise (Acústico)